# Le Mont-Bellevue
Le Mont-Bellevue est l'un des six arrondissements qui constituent la ville de Sherbrooke entre 2001 et 2017. Cette année-là, il est fusionné à l'arrondissement de Jacques-Cartier pour former l'arrondissement des Nations. Avec ses deux kilomètres carrés, le Mont-Bellevue est le plus grand espace vert de la ville.
La croix du Mont-Bellevue a été érigée en 1950 au sommet de la montagne avant la création du parc. L'érection de la croix s'est faite sur l'invitation du pape Pie XII envers toutes les communautés du monde à dresser une croix symbolisant la paix. Les années ont passées mais la croix est toujours demeurée là.

## Géographie
L'arrondissement couvre le territoire de l'ancienne municipalité d'Ascot ainsi que le centre-sud de l'ancienne ville de Sherbrooke.

## Toponymie
Le nom de l'arrondissement fait référence au mont Bellevue, situé en plein cœur de son territoire.

## Éducation
Le campus principal de l'Université de Sherbrooke est situé dans l'arrondissement.

## Politique et administration
L'arrondissement du Mont-Bellevue est divisé en 4 districts représentés par un conseiller municipal qui siège à la fois au conseil d'arrondissement et au conseil de ville. Les quatre conseillers élisent entre eux celui qui sera président de l'arrondissement.
Le Mont-Bellevue, de son côté, possède deux propriétaires (l'Université de Sherbrooke possède 75% de sa superficie et la Ville de Sherbrooke, elle, 25%).

### Président d'arrondissement
- Serge Paquin (2001-2017)

### District du Centre-Sud (4.1)
Le district du Centre-Sud couvre le secteur Centre-Sud de l'ancienne ville de Sherbrooke. Au fil de l'existence du district, les conseillers qui le représentent sont : 
- Serge Paquin (2001-2017)

### District d'Ascot (4.2)
Le district d'Ascot couvre une bonne partie du territoire de l'ancienne municipalité d'Ascot. Il est situé au sud-est du mont Bellevue. Au fil de l'existence du district, les conseillers qui le représentent sont : 
- Robert Y. Pouliot (2001-2017)

### District de la Croix-Lumineuse (4.3)
Le district de la Croix-Lumineuse comprend le mont Bellevue et le secteur au nord de celui-ci. Son nom fait référence à la croix lumineuse situé au sommet du mont Bellevue. Au fil de l'existence du district, les conseillers qui le représentent sont : 
- Pierre Boisvert (2001-2013)
- Nicole Aubin Gagnon (2013-2017)

### District de l'Université (4.4)
Le district de l'Université couvre le secteur environnant de l'Université de Sherbrooke. Au fil de l'existence du district, les conseillers qui le représentent sont : 
- Jean-François Rouleau (2001-2017)